# Вишняков Павло Михайлович
Павло Михайлович Вишняков (біл. Павел Міхайлавіч Вішнякоў; нар. 10 червня 1983, Могильов, БРСР) — білоруський та український актор театру і кіно.

## Життєпис
Павло народився 10 червня 1983 року в Могильові.
На початку 2000-х років був ведучим дитячої програми «Чесно кажучи» на телеканалі «Лад».
У 2002—2004 роках актор Білоруського державного музичного театру. З 2003 по 2006 рік актор Національного академічного театру ім. Янки Купали. З 2004 по 2008 рік актор Національного академічного драматичного театру М. Горького.
У 2009 році з'являвся в програмі «Сьогодні вранці» на телеканалі НТВ.
З 26 серпня по 18 листопада 2018 року був учасником українського танцювального шоу «Танці з зірками» на телеканалі 1+1.

## Театральні роботи
1999
- «Попелюшка» — принц — режисер А. І. Кускова

2000
- «Вовк на дереві» — ведмежа — режисер А. І. Кускова

2002
- «Трагічна повість про Гамлета, принца данського» — Лаерт — режисер Б. І. Луценко
- «Амфітріон» — воїн — режисер Б. І. Луценко
- «Калігула» — Рейкер — режисер В. Грігалюнас
- «Перед заходом сонця» — тіролець — режисер Б. І. Луценко
- «Джельсоміно в Країні брехунів» — тітонька Паннокья — режисер П. А. Харланчук
- «Сон на кургані» — чорна людина — режисер Б. І. Луценко
- «З привітом Дон Кіхот» — господар корчми, перший погонич — режисер І.Райхельгауз

2003
- «Пісня про зубра» — режисер А. І. Шагідевіч
- «Справжній чоловік» — граф Бердавел — режисер Н. Кузменкова
- «Поєднання непоєднуваного» — режисер В. А. Полякова
- «Жорстокі ігри» — Кай — режисер В. А. Міщанчук
- «Фауст» — Фауст — режисер Л. П. Кучеренко
- «Анджело та інші» — Клаудіо — режисер Б. І. Луценко

2004
- «Безодня» — невідомий — режисер В. А. Міщанчук
- «Сунична галявина» — Андерс — режисер А. Ф. Кац
- «Тригрошова опера» — Роберт Пила — режисер Б. І. Луценко
- «Африка» — лелека — режисер Г. Б. Довидька
- «Ти пам'ятаєш, Альоша» — німець — режисер М. В. Дударєва
- «Валентинів день» — Валентин — режисер В. Г. Еренькова

2005
- «Ніночка» — француз — режисер Б. І. Луценко
- «Крокодил» — крокодил — режисер П. А. Харланчук
- «Ромео і Джульєтта» — Тібальт — режисер М. В. Дударєва

2006
- «Приборкання норовливої» — Люченцио — режисер В. Г. Еренькова
- «Три сестри» — батько, брат Андрій — режисер О. В. Коц
- «Царівна-жаба» — Іван — режисер П. А. Харланчук
- «Анастасія» — Дмитро — режисер Е. Івкович
- «Удаваний хворий» — Поліцейський, Лікар, Циган — режисер Аркадій Кац

2007
- «Рядові» режисер В.Еренькова

2010
- «Принцеса і солдат» — солдат — режисер А. Еренькова

## Фільмографія
- 2003 — Небо і земля
- 2006 — Виклик-2 — Стас Полежаєв (серія 6)
- 2006 — Суд іде!
- 2007 — Пантера
- 2009 — Журов
- 2009—2010 — Повернення Мухтара-2 — Максим Жаров
- 2010 — 12 квітня 1961 року. 24 години
- 2011 — Танець нашої любові —  Олександр
- 2011 — Морські дияволи — 5 (серія «Мінне поле»)
- 2012 — Ікорний барон
- 2012 — Брудна робота
- 2012 — Бідні родичі —  Веніамін, племінник Тимофія Кузьмича
- 2013—2016 — Повернення Мухтара-2 —  Максим Жаров
- 2014 — І кулька повернеться — Ігор
- 2016 — Запитайте у осені — Ігор
- 2016 — Співачка — Сергій Кремнев
- 2017 — Майор і магія (серія 28)
- 2017 — Підкидьки (серії 7, 8)
- 2017—2021 — Опер за викликом — Артем Трофімов
- 2020 — Жіночі секрети — Андрій Іпатов
- 2024 — Конотопська відьма — Ровний